# 科索沃廣播電視台
科索沃廣播電視台是科索沃的公共廣播電視服務。現在科索沃廣播電視台提供兩個廣播頻率服務以及四個二十四小時電視頻道服務。科索沃廣播電視台於1999年9月開始播出，剛開始播出時媒體播出兩個小時的節目。除了阿爾巴尼亞語之外，也有提供塞爾維亞語和土耳其語等語言的節目。

## 外部連結
- 官方網站 （页面存档备份，存于） （阿爾巴尼亞文） （英文） （塞爾維亞文） （波斯尼亞文） （土耳其文） （罗马尼亚文）